# Szabolcs-Szatmár-Bereg
Pour les articles homonymes, voir Szabolcs.
Szabolcs-Szatmár-Bereg est un comitat du nord-est de la Hongrie.

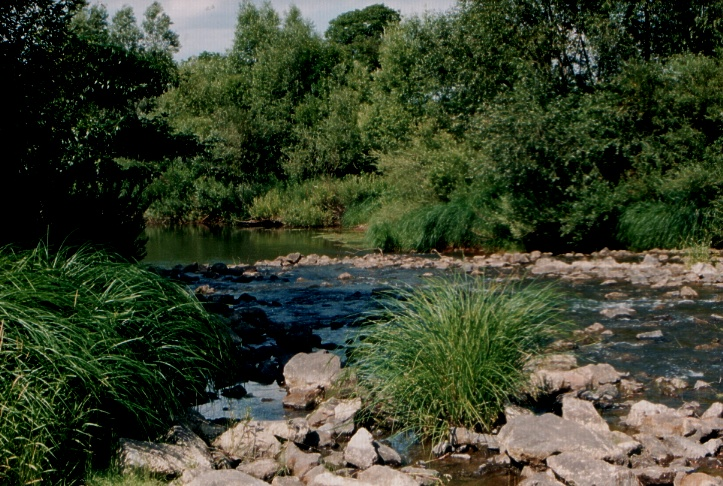
Rivière Tur près de Sonkád (Kisbukógát)

## Organisation administrative

### Districts
Jusqu'en 2013, le comitat était divisé en micro-régions statistiques (kistérség). À la suite de la réforme territoriale du 1er janvier 2013, elles ont été remplacées par les districts (járás) qui avaient été supprimés en 1984. Désormais, le comitat est subdivisé en 13 districts :
| District                    | Siège           | Superficie | Population | Localités |
| --------------------------- | --------------- | ---------- | ---------- | --------- |
| District de Baktalórántháza | Baktalórántháza | 254,47     | 19 475     | 12        |
| District de Csenger         | Csenger         | 246,51     | 13 126     | 11        |
| District de Fehérgyarmat    | Fehérgyarmat    | 707,38     | 36 773     | 50        |
| District d'Ibrány           | Ibrány          | 304,91     | 23 370     | 8         |
| District de Kemecse         | Kemecse         | 246,41     | 22 020     | 11        |
| District de Kisvárda        | Kisvárda        | 523,09     | 55 088     | 23        |
| District de Mátészalka      | Mátészalka      | 624,70     | 62 576     | 23        |
| District de Nagykálló       | Nagykálló       | 377,37     | 30 261     | 8         |
| District de Nyírbátor       | Nyírbátor       | 695,94     | 42 011     | 20        |
| District de Nyíregyháza     | Nyíregyháza     | 809,60     | 166 342    | 15        |
| District de Tiszavasvári    | Tiszavasvári    | 381,61     | 26 915     | 6         |
| District de Vásárosnamény   | Vásárosnamény   | 617,94     | 35 180     | 28        |
| District de Záhony          | Záhony          | 145,92     | 18 734     | 11        |

### Ville de droit comital
- Nyíregyháza

### Villes
- Mátészalka (18 749)
- Nyírtelek (7 150)
- Kemecse (5 037)
- Kisvárda (18 220)
- Nagyecsed (6 930)
- Záhony (4 815)
- Tiszavasvári (14 585)
- Ibrány (6 891)
- Demecser (4 566)
- Újfehértó (13 657)
- Balkány (6 809)
- Dombrád (4 283)
- Nyírbátor (13 456)
- Tiszalök (6 132)
- Baktalórántháza (4 272)
- Nagykálló (10 814)
- Nagyhalász (5 934)
- Nyírlugos (3 009)
- Vásárosnamény (9 325)
- Csenger (5 234)
- Máriapócs (2 186)
- Fehérgyarmat (9 046)
- Rakamaz (5 206)
- Mándok (4 523)
- Vaja (3 515)